# Lagunero
Lagunero (Irritila).- Grupa indijanskih plemena i bandi porodice Juto-Asteci, ogranka Nahuatlan, koji su obitavali u Coahuili i Durangu u jezerskom području visoravni Mapimí u Meksiku, a po čemu su i dobili ime Lagunero. Pripadaju im plemena i bande 1) područje Valle de Parras: Miopacoas, Meviras, Hoeras i Maiconeras.; 2) La Laguna de San Pedro: Paogas, Caviseras, Vasapalles (Vassapalles), Ahomamas, Yanabopos i Daparabopos; 3) u Sijeri: Alamamas i Ochoes. 

## Vanjske poveznice
- Indios Laguneros  Arhivirana inačica izvorne stranice od 28. rujna 2008. (Wayback Machine)